# حافظ صبري كوتشي
الشيخ حافظ صبري كوتشي هو المفتي العام السابق لألبانيا.